# 1796年美国总统选举
1796年美國總統選舉是美國第三次四年一度的總統選舉。選舉於1796年11月4日星期五至12月7日星期三舉行。這是美國第一次有競選的總統選舉，也是第一次由政黨主導的總統選舉，更是唯一一次由對立票選出總統和副總統的總統選舉。聯邦黨的現任副總統约翰·亚当斯擊敗了民主共和黨的前國務卿托马斯·杰斐逊。
由於現任總統喬治·華盛頓拒絕連任第三屆總統，1796年的選舉成為美國第一次由政黨競逐總統一職的總統選舉。聯邦黨聯合支持亞當斯，民主共和黨支持傑弗遜，但每個政黨都有多名候選人。根據第十二修正案之前的選舉規則，選舉團成員每人投兩票，不區分總統選舉人票和副總統選舉人票。獲得多數選舉人票的人當選總統，第二名當選副總統。如果第一名票數相同或沒有人贏得多數票，眾議院將舉行权变选举。此外，如果第二名（即副總統）票數相同，參議院會舉行一次突選以打破票數相同的局面。
這場競選非常激烈，聯邦黨人試圖將民主共和黨與法國大革命的暴力相提並論，而民主共和黨人則指責聯邦黨偏袒君主主義和貴族。民主共和黨人試圖將亞當斯和亞歷山大·漢彌爾頓等聯邦黨人在華盛頓政府期間制定的政策聯繫起來，他們宣稱這些政策過於支持英國和中央集权的國家政府。在外交政策方面，民主共和黨人譴責聯邦黨人推動的《傑伊條約》，該條約與英國建立了臨時和平。聯邦黨人攻擊傑弗遜的道德品格，指稱他是無神論者，而且在美國獨立戰爭中是個懦夫。亞當斯的支持者還指責傑弗遜過於親法；在選舉前，法國大使公開支持傑弗遜並攻擊聯邦黨人，此舉使民主共和黨人感到尷尬而突顯了這項指責。儘管他們各自陣營之間存在敵意，但亞當斯和傑弗遜都沒有積極競選總統。
亞當斯以71張選舉人票當選總統，比過半數票多一張，他橫掃了新英格蘭的選舉人票，並贏得了其他幾個搖擺州的選票，尤其是中大西洋地區各州。傑弗遜獲得68張選舉人票，當選副總統。南卡羅來納州的前州長托馬斯·平克尼亦是聯邦黨人，最終獲得59張選舉人票，而來自紐約的民主共和黨參議員阿倫·伯爾則贏得30張選舉人票。餘下的48張選舉人票分散在其他9名候選人手中。幾位選舉人一票投給聯邦黨候選人，一票投給民主共和黨候選人。這次選舉標誌著第一政党体系的形成，並確立了聯邦黨的新英格蘭和民主共和黨的南方之間對立，而中間各州則掌握了勢力平衡（紐約州和馬里蘭州是關鍵的搖擺州，兩州之間在1789年至1820年間只投票給過一次失敗者）。

## 候選人

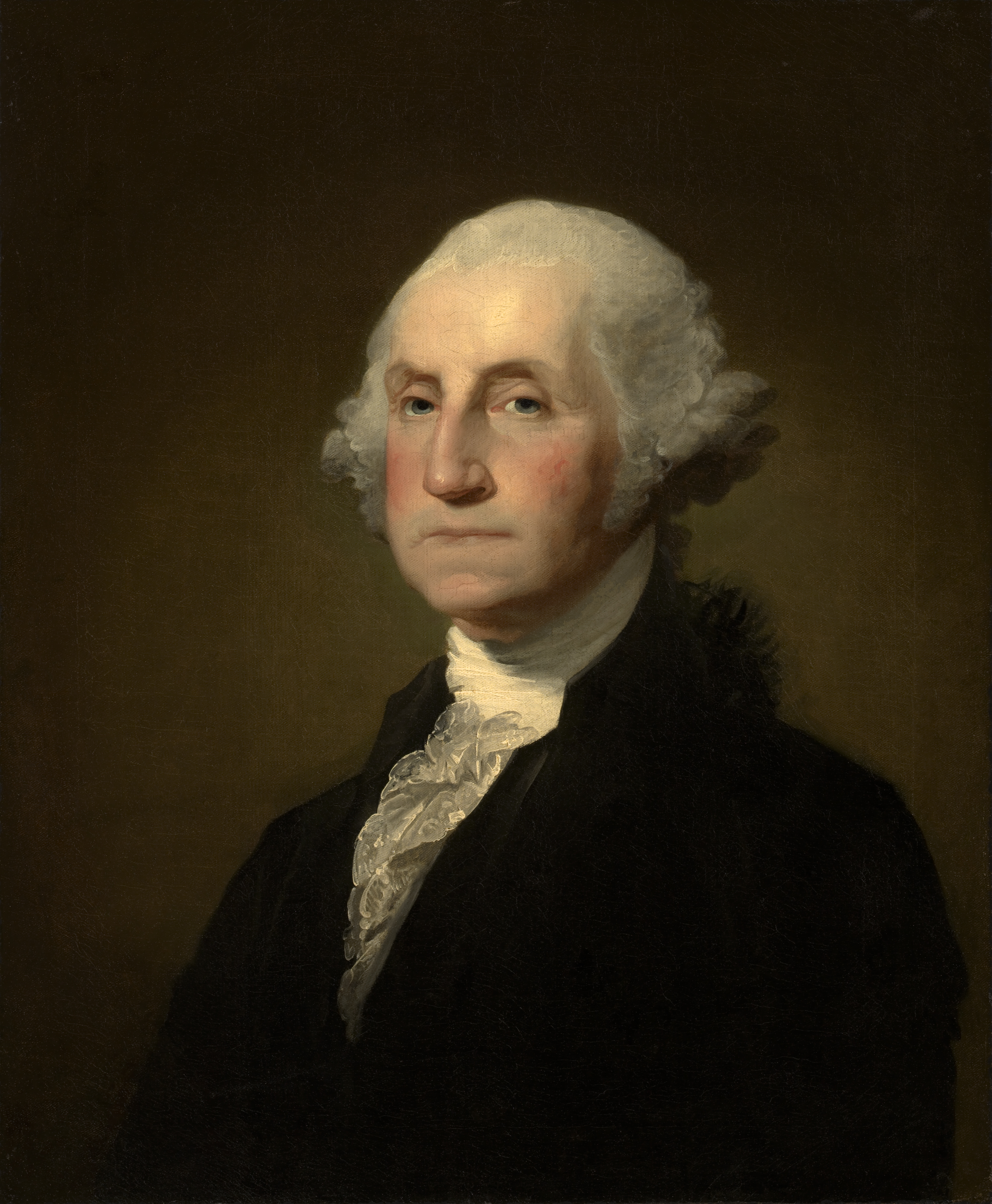
喬治·華盛頓，1796年的現任總統，其第二任期於1797年3月4日屆滿

由於華盛頓在兩屆任期後退休，兩黨首次競選總統。在1804年批准第十二修正案之前，每位選舉人只能投票給兩人，但不能指明哪張選票投給總統，哪張投給副總統。相反，獲得選舉人票最多者將成為總統，第二名則成為副總統。因此，兩黨都有多位總統候選人，希望能阻止其中一位對手成為第二名。這些候選人相當於現代的競選夥伴，但根據法律，他們都是總統候選人。因此嚴格來說亞當斯和傑弗遜都受到自己政黨中幾位成員的反對。當時的計劃是由其中一位選舉人投票給主要政黨提名人（亞當斯或傑弗遜）和初選競選人之外的一位候選人，從而確保主要提名人比競選人多一票。
聯邦黨的提名人是馬薩諸塞州的約翰·亞當斯，他是現任副總統，也是革命時期的領導者。亞當斯曾兩次當選副總統，大多數聯邦黨領袖認為他是華盛頓的天然繼承人。亞當斯的主要競選人是托馬斯·平克尼（Thomas Pinckney），他曾任南卡羅來納州州長，曾與西班牙談判《聖洛倫佐條約》。在許多政黨領袖的第一選擇、弗吉尼亞州前州長帕特里克·亨利拒絕後，平克尼同意參選。與亞當斯競爭黨內領導地位的亞歷山大‧漢彌爾頓在幕後努力，說服來自南卡羅萊納州的傑弗遜選舉人將他們的第二票投給平克尼，從而使平克尼勝過亞當斯。漢彌爾頓確實比傑弗遜更喜歡亞當斯，他敦促聯邦黨選民把票投給亞當斯和平克尼。
民主共和黨候選人
民主共和黨主要支持前國務卿湯瑪斯·傑弗遜，傑弗遜曾與詹姆斯·麥迪遜及其他人士共同創黨，以反對漢彌爾頓的政策。國會民主共和黨人也試圖聯合支持一位副總統候選人。由於傑弗遜在南方的聲望最高，很多黨領袖希望由北方的候選人擔任傑弗遜的競選人。受歡迎的候選人包括南卡羅來納州參議員皮爾斯·巴特勒（Pierce Butler）和三位紐約人： 參議員阿龍·伯爾、紐約州大法官罗伯特·R·李维顿和前紐約州州長喬治·柯林頓。一群民主共和黨領袖於1796年6月開會，同意支持傑弗遜當總統、伯爾當副總統。

## 選舉結果
田納西州在1792年選舉後加入美國，使選舉人團的選舉人增加到138人。
根據1804年批准第十二修正案之前的制度，選舉人投票給兩人競選總統；總統競選的第二名當選副總統。如果沒有候選人贏得選舉團過半數的選票，眾議院將舉行权变选举選出勝利者。每個政黨都有意操縱選舉結果，讓部分選舉人一票投給候選總統候選人，一票投給候選副總統候選人以外的人，使副總統候選人的票數比總統候選人少幾票。但所有選舉人的選票都是在同一天投出的，而當時各州之間的通訊極為緩慢，因此很難協調哪些選舉人應該將他們的選票投給副總統。此外，有傳言說稱漢彌爾頓曾威脅承諾支持傑弗遜的南方選舉人將第二票投給平克尼，希望讓他代替亞當斯當選總統。
競選活動集中在紐約州和賓夕法尼亞州這兩個搖擺州。亞當斯和傑弗遜從138名選舉團成員中贏得了139張選舉人票。除了賓夕法尼亞州，聯邦黨橫掃了梅森-迪克森线以北的所有州，但賓夕法尼亞州的一位選舉人投票給了亞當斯。民主共和黨贏得了大多數南方選舉人的選票，但馬里蘭州和特拉華州的選舉人將大多數選票投給了聯邦黨候選人，而北卡羅萊納州和弗吉尼亞州各給了亞當斯一張選舉人票。
在全國範圍內，大多數選舉人投票給亞當斯和第二位聯邦黨人，或傑弗遜和第二位民主共和黨人，但也有幾個例外。馬里蘭州的一位選舉人同時投票給亞當斯和傑弗遜，還有兩位選舉人投票給華盛頓，華盛頓沒有參加競選活動，也沒有正式加入任何一黨。平克尼贏得了投亞當斯票的大多數選舉人的第二張選票，但來自新英格蘭和馬里蘭州的21名選舉人將他們的第二張選票投給了其他候選人，包括首席大法官奧利弗·埃爾斯沃思。那些投票給傑弗遜的人在第二選擇上顯得不那麼一致，儘管伯爾贏得了傑弗遜選舉人的多數票。平克尼家鄉南卡羅來納州的所有八位選舉人以及賓夕法尼亞州的至少一位選舉人都把選票投給了傑弗遜和平克尼。在北卡羅萊納州，傑弗遜贏得了11張選舉人票，但其餘13張選舉人票則分散在兩黨六位不同的候選人手中。在弗吉尼亞州，大多數選舉人投票給傑弗遜和馬薩諸塞州州長塞繆爾·亞當斯。
大選結果顯示，亞當斯獲得71張選舉人票，比當選總統所需的票數多一張。如果賓夕法尼亞州、弗吉尼亞州和北卡羅來納州的三位亞當斯選舉人中的任何兩位與其所在州的其他選舉人投票，選舉結果就會改變。傑弗遜獲得68票，比平克尼多9票，當選副總統。伯爾以30張選票名列第四。其他九位候選人獲得了餘下的48張選舉人票。如果平克尼贏得所有投票給亞當斯的新英格蘭選舉人的第二張選舉人票，他就會勝過亞當斯和傑弗遜當選總統。
| 总统候选人             | 政党         | 家乡州       | 普选得票(a),(b),(c) | 普选得票(a),(b),(c) | 选举人票 |
| 总统候选人             | 政党         | 家乡州       | 票數                | 百分比              | 选举人票 |
| ---------------------- | ------------ | ------------ | ------------------- | ------------------- | -------- |
| 約翰·亞當斯            | 聯邦黨       | 麻薩諸塞州   | 35,174              | 53.3%               | 71       |
| 湯瑪斯·傑弗遜          | 民主共和黨   | 弗吉尼亞州   | 30,860              | 46.7%               | 68       |
| 托馬斯·平克尼          | 聯邦黨       | 南卡羅萊納州 | —                   | —                   | 59       |
| 阿龍·伯爾              | 民主共和黨   | 紐約州       | —                   | —                   | 30       |
| 塞缪尔·亚当斯          | 民主共和黨   | 麻薩諸塞州   | —                   | —                   | 15       |
| 奧利弗·埃爾斯沃思      | 聯邦黨       | 康涅狄格州   | —                   | —                   | 11       |
| 喬治·柯林頓            | 民主共和黨   | 紐約州       | —                   | —                   | 7        |
| 約翰·傑伊              | 聯邦黨       | 紐約州       | —                   | —                   | 5        |
| 詹姆斯·艾尔德尔        | 聯邦黨       | 北卡羅萊納州 | —                   | —                   | 3        |
| 喬治·華盛頓            | 無黨籍       | 弗吉尼亞州   | —                   | —                   | 2        |
| 約翰·亨利              | 聯邦黨       | 馬里蘭州     | —                   | —                   | 2        |
| 塞繆爾·約翰遜          | 聯邦黨       | 北卡羅萊納州 | —                   | —                   | 2        |
| 查尔斯·科茨沃斯·平克尼 | 聯邦黨       | 南卡羅萊納州 | —                   | —                   | 1        |
| 总计                   | 总计         | 总计         | 66,034              | 100.0%              | 276      |
| 獲勝所需票數           | 獲勝所需票數 | 獲勝所需票數 | 獲勝所需票數        | 獲勝所需票數        | 70       |

來源 (民選得票): Dubin, Michael J. . Jefferson: McFarland & Company. 2002: 6–8. ISBN 9780786410170.
來源 (民選得票): 新国家投票：1787-1825 年美国大选结果
來源 (選舉人票): Electoral College Box Scores 1789–1996.  Official website of the National Archives.  (July 30, 2005).
(a) 聯邦黨選舉人的選票已分配給約翰·亞當斯，民主共和黨選舉人的選票已分配給湯瑪斯·傑弗遜。
(b) 16個州中只有9個州使用任何形式的普選。
(c) 那些以普選方式選出選舉人的州，透過財產規定對選舉權的限制大相逕庭。
| \| 民選得票 \| 民選得票 \| 民選得票 \| 民選得票 \| 民選得票 \| \| -------- \| -------- \| -------- \| -------- \| -------- \| \| \| \| \| \| \| \| 亞當斯 \| 亞當斯 \| \| 53.4% \| 53.4% \| \| 傑弗遜 \| 傑弗遜 \| \| 46.6% \| 46.6% \| |        |  |       |       |
| 民選得票 |        |  |       |       |
| |        |  |       |       |
| 亞當斯 | 亞當斯 |  | 53.4% | 53.4% |
| 傑弗遜 | 傑弗遜 |  | 46.6% | 46.6% |

| \| 選舉人票 \| 選舉人票 \| 選舉人票 \| 選舉人票 \| 選舉人票 \| \| ---------- \| ---------- \| -------- \| -------- \| -------- \| \| \| \| \| \| \| \| J·亞當斯 \| J·亞當斯 \| \| 51.4% \| 51.4% \| \| 傑弗遜 \| 傑弗遜 \| \| 49.3% \| 49.3% \| \| 平克尼 \| 平克尼 \| \| 42.8% \| 42.8% \| \| 伯爾 \| 伯爾 \| \| 21.7% \| 21.7% \| \| S·亞當斯 \| S·亞當斯 \| \| 10.9% \| 10.9% \| \| 埃尔斯沃思 \| 埃尔斯沃思 \| \| 8.0% \| 8.0% \| \| 柯林頓 \| 柯林頓 \| \| 5.1% \| 5.1% \| \| 其他 \| 其他 \| \| 10.9% \| 10.9% \| |            |  |       |       |
| 選舉人票 |            |  |       |       |
| |            |  |       |       |
| J·亞當斯 | J·亞當斯   |  | 51.4% | 51.4% |
| 傑弗遜 | 傑弗遜     |  | 49.3% | 49.3% |
| 平克尼 | 平克尼     |  | 42.8% | 42.8% |
| 伯爾 | 伯爾       |  | 21.7% | 21.7% |
| S·亞當斯 | S·亞當斯   |  | 10.9% | 10.9% |
| 埃尔斯沃思 | 埃尔斯沃思 |  | 8.0%  | 8.0%  |
| 柯林頓 | 柯林頓     |  | 5.1%  | 5.1%  |
| 其他 | 其他       |  | 10.9% | 10.9% |